# جورجیا (خواننده)
جورجیا (زادهٔ ۲۶ آوریل ۱۹۷۱) خواننده-ترانه‌پرداز و تهیه‌کننده موسیقی اهل ایتالیا است. وی از سال ۱۹۹۳ میلادی تاکنون مشغول فعالیت بوده‌است. کیفیت صدای او با خوانندگانی چون ویتنی هیوستون و مینا مقایسه می‌شود. مجله بیلبورد او را یکی از مشهورترین خوانندگان ایتالیا نامیده‌است.
وی در سال‌های ۱۹۹۵، ۱۹۹۶ و ۲۰۰۱ در جشنواره موسیقی سانرمو به‌ترتیب رتبه‌های اول، سوم و دوم را کسب کرده‌است. او با ۱۲ آلبوم که در میان ده آلبوم برتر قرار گرفته‌اند و ۵ آلبوم که رتبه اول را در فدراسیون صنعت موسیقی ایتالیا به‌دست آورده، و با ۲۴ تک‌آهنگ در میان ۱۰ تک‌آهنگ برتر و ۵ تک‌آهنگ شماره یک در ایتالیا، ۷ میلیون نسخه از آلبوم‌هایش در سراسر جهان فروخته شده‌است و رتبه اول را در میان هنرمندان زن هم‌نسل خود در ایتالیا برای تعداد هفته‌هایی که در صدر چارت فیمی-نلسن بوده، در اختیار دارد.